# Костурски говор
 Тази статия е за българския диалект.  За гръцкия вижте Костурски говор (гръцки).  
Костурският говор е български говор, принадлежащ към западните български диалекти. Името му идва от региона, в който е разпространен – Костурско.
Костурският е най-югозападният български говор. Към 1912 година е говорен от населението в около сто селища в областите Кореща, Нестрамкол, Пополе и Костенария, разположени днес на територията на гръцките областни единици Костур (Кастория) и отчасти Лерин (Флорина). Между 1912 и 1949 година значителна част от носителите на говора емигрират в България и Югославия. Днес говорът е силно повлиян от гръцкия език и е в процес на изчезване.
Към костурските говори принадлежат и българските говори в село Връбник и в град Билища, които днес са на територията на Република Албания и са подложени на силна албанизация.
Говорите на преселниците от Костурско в България и в Северна Македония са силно повлияни съответно от българския книжовен език и т. нар. македонски литературен език и са запазени в някаква степен само в селищата, компактно заселени от костурчани като Ново Кономлади, например.

## Характеристики
- Една от основните отличителни черти на костурския говор са следите от запазен разложен назализъм – комбинации ън, ъм и ен, ем на мястото на старобългарските ѫ и ѧ – бъ̀нда, гъ̀мба, глѐндам, ерембѝца. Срещат се и форми без назализъм, като гласната може да е ъ, â (лабиално а) и ô (широко о) – мъ̀ка, ръ̀ка, път, мồка;пôт, мâка, пâт.
- Запазена архаична форма при глагола „съм“ в различните лица – йас èсам, ти èси; той, тайа, то èсти; ние (нийа) èсме; вие (вийа) èсте; тийа èсе. С тази си особеност костурският говор се сближава със съседния му корчански.
- Съчетание шчи по-рядко шт на мястото на праславянското *tj – лѐшча, къ̀шча, Корèшча.
- Съгласна ж и по-рядко жд или ждж на мястото на праславянското *dj – вѐжа, мѐжа, вѐжджа, мѐжджа.
- Изясняване на старобългарския ъ в о – во̀шка, пѐток, дош.
- Член за мъжки род -о – чо̀веко, гра̀до. По-рядко – от или -ут.
- Разнообразие от застъпници на старобългарските чрѣ, чрь (цър, чър, чер, чâр (широко а), чôр (широко о): църно, чърно, черно, чâрно, чôрно.
- Изглас на старобългарското звукосъчетание лъ, ль главно като ъл, по-рядко ол – вълк, жълт; волк, жолт.
- Изглас на старобългарското звукосъчетание ръ, рь главно като ър, по-рядко като âр, ôр, ер – пърст, сърп; пâрст, сâрп; пôрст, сôрп; перст, серп (в Нестрамско).
- Най-често ударението е върху предпоследната сричка.
- Лично местоимение в трето лице – той, та̀йа, то, тѝйа.
- Формант -нишча за множествено число на съществителни от среден род на -е – кученѝшча.
- Перфект, образуван чрез имам и страдателно причастие – То̀й ѝма писа̀но.
- Частицата за бъдеще време в северните области на говора е ке, а в южните – за (вероятно заемка от гръцки език).
- Глаголите от първо и второ спрежение имат окончание -а за първо лице, сегашно време – но̀са, сѐйа.[1]
- Единственото селище в целия северен край на Костурския регион, в което е развито ô (лабиалното o), е Жервени.[2] Тази особеност обаче се среща и в някои селища в най-южната част на Костурско като Нестрам и в Костенарията (Езерец, Сничени, Жужелци и други).[3]